# 磁感

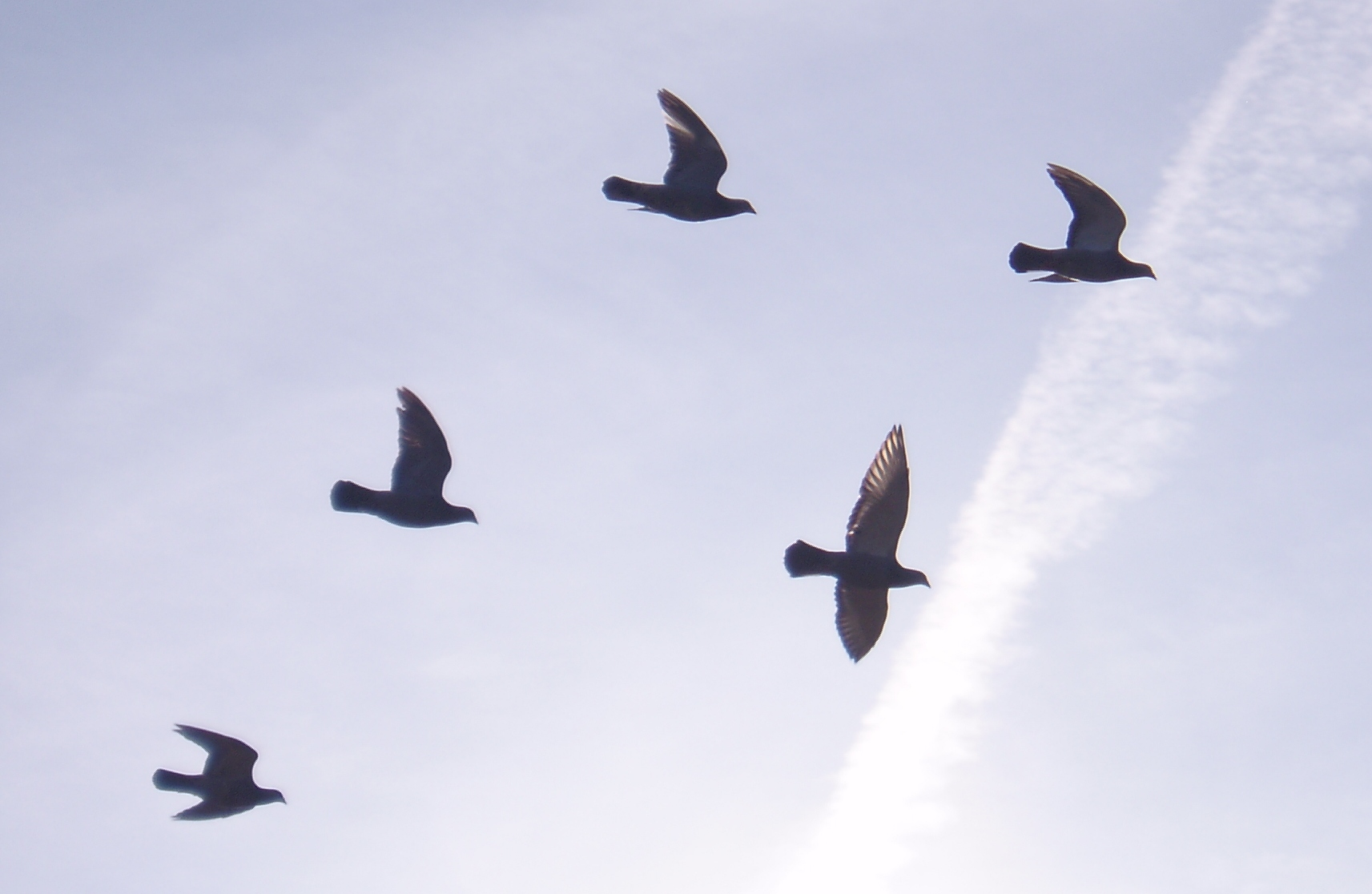
信鸽可以通过感知地磁场和其他标志物来回家

磁感或磁反应是一种感觉，它允许生物体探测磁场来感知方向、高度或位置。这种感官方式被一系列动物用于定向和导航，并成为动物探知区域地图的方法。对导航来说，磁感应和地磁场的检测有关。
磁感存在于细菌、节肢动物、软体动物以及脊椎动物的各主要分类中。人类不被认为有磁感能力，但眼睛中的一种蛋白质隐花色素可以起到这种作用。

## 拓展链接
- . Theoretical and Biophysical Computations Group, University of Illinois at Urbana–Champaign.   [2019-03-29]. （原始内容存档于2019-03-29）.
- Schiff H. . Comp Biochem Physiol a Comp Physiol. 1991, 100 (4): 975–85. PMID 1685393. doi:10.1016/0300-9629(91)90325-7.
- Johnsen S, Lohmann KJ. . Nature Reviews Neuroscience. September 2005, 6 (9): 703–12  [2019-03-29]. PMID 16100517. doi:10.1038/nrn1745. （原始内容存档于2012-10-18）.
- Johnsen, Sönke; Lohmann, Kenneth J. . feature article. Physics Today. 2008, 61 (3): 29–35. Bibcode:2008PhT....61c..29J. doi:10.1063/1.2897947.